# جوش ويرت
جوش ويرت (بالإنجليزية: Josh Wirt)‏ هو لاعب هوكي الجليد أمريكي، ولد في 10 سبتمبر 1984 في جونستاون في الولايات المتحدة.